# Plaza Callaghan
La Plaza Callaghan (en inglés: Callaghan Square) es una gran plaza pública en Cardiff, País de Gales, Reino Unido anteriormente conocida como Plaza de Bute. Fue desarrollada como parte de un esquema de la Iniciativa de Financiación Privada (PFI) para enlazar el centro de Cardiff a la bahía de Cardiff.
La bahía de Cardiff se desarrolló en la década de 1990. Una nueva plaza pública y la nueva carretera de enlace, Avenida Lloyd George , fueron concebidos por la "Cardiff Bay Development Corporation "(CBDC), utilizando un esquema PFI que costará a los contribuyentes £ 189 millones en 25 años.